# Encuentro Nacional de Arte Joven
El Encuentro Nacional de Arte Joven es un concurso de arte de Aguascalientes, México; celebrado anualmente dentro del marco cultural de la Feria Nacional de San Marcos. Tiene el objetivo de apoyar a una nueva generación de artistas con el claro propósito de estimular la creación artística de los jóvenes, reúne la producción de cientos de artistas nacionales los cuales, por su corta edad y trayectoria, no han logrado permear en el mundo del arte. 
Este encuentro es uno de los concursos de artes plásticas y audiovisuales con mayor trayectoria y reconocimiento a nivel nacional. Su naturaleza, enfocada al arte de los artistas emergentes, le dota una significación particular porque sirve como referente para conocer la evolución de las artes tanto técnica como discursivamente desde la segunda mitad del siglo XX hasta hoy en día.
Las obras seleccionadas de cada emisión suelen exhibirse en Bellas Artes y los estados de: Aguascalientes, Nuevo León, Querétaro, CDMX y Guanajuato; después de esta gira las obras regresan al estado y son resguardadas y conservadas; dentro de sus usos está el armar exhibiciones a partir de un estudio sobre los discursos de las obras o algún otro elemento que tengan en común que permita crear un discurso curatorial y museográfico, además se reciben solicitudes por parte de otros museos para hacerlas parte de otros montajes.

## Historia
El Encuentro Nacional de Arte Joven del estado de Aguascalientes, México, antes conocido como “Concurso Nacional para Estudiantes de Artes Plásticas”, inició en 1966 con el objetivo de apoyar a una nueva generación de artistas que, influenciados por el movimiento de la ruptura, buscaron nuevas formas de generar arte. En 1981, el concurso cambió su nombre a Encuentro Nacional de Arte Joven, pero continuó con el claro propósito de estimular la creación artística de los jóvenes. Se celebra cada año dentro del programa cultural de la Feria Nacional de San Marcos, reúne la producción de cientos de artistas nacionales los cuales, por su corta edad y trayectoria, no han logrado permear en el mundo del arte.

## Instituciones responsables
Gobierno del Estado de Aguascalientes, a través del Patronato de la Feria Nacional de San Marcos
El Instituto Cultural de Aguascalientes
Museo de Arte Contemporáneo No. 8
La Secretaría de Cultura Federal, a través del Instituto Nacional de Bellas Artes y Literatura.

## Bases
Promueve la creación individual o colectiva de artistas plásticos mexicanos y extranjeros, de hasta 30 años de edad, en las artes visuales y plásticas, en las ramas de pintura, escultura, dibujo, gráfica, fotografía, instalación y videoarte.

## Premio
El premio es del tipo "premio por adquisición" lo que quiere decir que las instituciones se quedan con las obras seleccionadas y a cambio dan un estímulo, que consta de un estímulo de $100,000 pesos mexicanos y exposición de la obra seleccionada, para los cuatro artistas seleccionados en la convocatoria.

## Seleccionados y Jurados[5]
| Año  | Jurados | Artistas seleccionados |
| 1966 | Carmen Barreda, Miguel G. Aguayo y Jorge Alberto Manrique.                                                    | Víctor González, Thelma Cruz, José Cruz Campos, Baltasar Sáinz y José Méndez. |
| 1967 | Jorge Hernández Campos, Miguel G. Aguayo y Jorge Alberto Manrique.                                            | Antonio Chessal, Rafael Villar, Roberto González Armendráriz, Enrique Villalobos y María Teresa Palau. |
| 1968 | Jorge Juan Crespo de la Serna, Ignacio Angulo, Alfonso de Neuvillate, Miguel G. Aguayo y Mari García Navarro. | Arón Cruz, Angélica Morones, Roberto Real y Martha Peterson. |
| 1969 | Jorge Hernández Campos, Miguel G. Aguayo y Jorge Alberto Manrique.                                            | J. Alberto Martínez Macías, Enrique Guzmán, Flora Martínez Bravo, Beverly Hamilton y Thelma Cortez. |
| 1970 | Miguel G, Aguayo, Vicente Rojo y Jorge Hernández Campos.                                                      | José Zúñiga, Rafael Villar, Juan Manuel de la Rosa, Bosei Fujikawa, Walter J. Wojtyla, Sergio Gallegos Marte, Rosa Luz Villasuso y Ma. Isabel Jirash Kaim. |
| 1971 | Miguel G. Aguayo, Ignacio Angulo y Alfredo Guati Rojo.                                                        | Antonio Ramírez Chávez, Hesiqui López Lucho, John Chichester, Guillermo Rivas Rubalcava, Martha Canovas, Taurino Pacheco, Fernando Díaz de la Serna, Ma. Guadalupe Olivares, Guillermo Bonley y Cecilia Mers.                                                                    |
| 1972 | Miguel G, Aguayo, Jorge Alberto Manrique, Rodolfo Niego y Jaime Saldivar.                                     | Enruque Guzman, Martha García Navarro, José Luis Martinéz, J. Guadalupe Jiménes, Cleotilde Vega, J. Luis Gutiérrez Peña, Carlos Kerbel, Heraclio Ramírez y Ricardo Anguiano. |
| 1973 | Jorge Bribiesca, Jorge Alberto Manrique y Jaime Saldivar                                                      | Rosalía Briones, Jorge Guerrero, Erique Guzmán, Ernesto Pinto Manrique, José de Jesús Sánchez Urbina, Victor Torres Ramos, Atanasio García Tapia, Cleotilde Vega, Rosa Luz Marroquin, Berta López Hernández, Josefina Ballester y Elena Climent.                                 |
| 1974 | Miguel G. Aguayo, Jorge Bribiesca y Jorge Alberto Manrique.                                                   | Ricardo Anguiano, Javier Puchetta, Marcela Villaseñor, Ernesto Pinto Manrique, Manuel Vera Roldán, Rosa Luz Marroquin, Alejandro Vega, Fernando Gónzales, Francisco Muños Villagrán, Ariel Mendoza Baños y Carlos Maldonado.                                                     |
| 1975 | Berta Taracena, Hida Campillo y Jorge Bribiesca.                                                              | Fernando Andrade Cancino, Octavio Gil Villegas, Eloy Tarcisio López, Ambrosio Contreras, Adalberto Bonilla, Ernesto Pinto Manrique, Alejandro Acosta Collazo, Raquel Adriana Medina, Ariel Guzmán Ayala, Francisco Castro Leñero, José Luis Saldívar y Felipe Pakard.            |
| 1976 | Juan Acha, Alberto Hijar y Raquel Tibol.                                                                      | Gustavo Buendía Prado, Berenice Garmendia Ramírez, Mayagishima Takao, Aurora G. Zepeda, Lorenzo Rivera, Gloria Ma. González, Víctor Guzmán S., José Castro Leñero y Joel Morales Cerda                                                                                           |
| 1977 | Raquel Tibol, Armando Torres Michua, Teresa del Conde y Xavier Moissen.                                       | Carlos Cano, Gabriel Macotela, Jesús Mayagoita Durán, Andrés Avelino, Rosalía Talayero, Ignacio Meneses Díaz, Jorge Castillo Morquecho y Ma. Teresa Garza. |
| 1978 | Raquel Tibol, Armando Torres Michua, Teresa del Conde y Xavier Moissen.                                       | José Castro Leñero, Wilson Bolívar, Barandao, Humberto Jiménez, Mónica Mayer, Doris Vila, Abelardo López Moreno, Kiyoto Oota Okuzawa, Salvador Manzano |
| 1979 | Mario García Navarro, Ruth Hernández y Armando Torres Michua.                                                 | Estela Vazquez de Olivo, Irma Palacios, Humberto Jiménez, Gustavo Aceves, Salvador Manzano, Carlos Ruiz, Germán Navia y Víctor Hernández, Iris Aburto, Jesús Báez, Salvador Martínez y Eduardo Enrique Rocha.                                                                    |
| 1980 | Ida Rodríguez Prampolini, Jorge Alberto Manrique, Jorge Hernández Campos y Mario García Navarro.              | Sergio Hernández Martínez, Gerardo Vargas Gómez, Benito Zamora, Flor Minor, Rogelio Frare, Alfonso López Morea, Jesús Baéz, José Angel Salce, José Luis Pineda, Jorge Arturo Yaspik, Ma. Auxilio Castañeda, Leticia Kalb, Gloria Frausto, Oscar Martínez y Miguel Ágel Alamilla. |

| Año  | Jurados                                                                                            | Artistas Seleccionados |
| ---- | -------------------------------------------------------------------------------------------------- | --- |
| 1981 | Carlos Aguirre,Jorge Hernández Campos, Francisco Icaza, Miguel Sauzo y Raquel Tibol.               | Oliverio Hinojosa, Flor Minor, Dominique Landau, Marie Claudine Lenormand. |
| 1982 | Arnaldo Coen, Jorge Hernández Campos, Benjamín Manzo, Antonio Martorell y Raquel Tibol.            | Gustavo Aceves, Carlos Agustín, Miguel Castro Leñero y Guillermo Valle. |
| 1983 | Juan Castañeda, Jorge Alberto Manrique, Jesús Martínez, Raquel Tibol y Roberto Vallarino.          | Moisés Díaz Jiménez, Alfonso Patiño Torres, Francisco Rodríguez Medina y Germán Venegas Pérez. |
| 1984 | Manuel Felguerez, Elva Garma, Roger Von Gunten, Jorge Hernández Campos y Javier Moissen Lechuga.   | Gustavo Aceves, Miguel Ángel Alamila, Esteban Azamar, José Castro Leñero, Lourdes Cué. |
| 1985 | Arnaldo Coen, Jorge Hernández Campos, Martha Estela García y Herlinda Sáncez.                      | Ma. Eugenia Gamiño, Renato González, Derli Romero, Anna Sáncez y Mauricio Sabdoval. |
| 1986 | Herlinda Sánchez Laurel, Marco Díaz, Oliverio Hinojosa, Oliver Debroise, Mario García Navarro.     | José Lazo, Laura Hernández, Begoña Zorrila, Rubén Ortiz y Gustavo Monroy. |
| 1987 | Teresa del Conde, Elva Garma, Javier Moyssen Lechuga, Manuel Felguerez y Avelino Sordo Vilchis.    | José Arturo Elizondo, José Fors, Gustavo Monroy, Martha Pacheco y Roberto Parodi. |
| 1988 | Irma Palacios, Francisco Toledo, Benjamín Manzo, Ismael Guardado y Javier Moyssen Lechuga.         | Ignacio Vera Ponce, Bpois Viskin, Luciano Spanó, Gustavo Gatto y Daniel Ugalde. |
| 1989 | Teresa del Conde, Jesús Martínez, Tomás Parra, Ida Rodríguez Prampolini y Alfredo Zermeño.         | Bernardo Calderón, Juan José Ramírez, Jesus Uribieta y Carlos Villanueva. |
| 1990 | Rafael Cauduro, Aarón Cruz, Moises Díaz Jiménez, Horacio Flores Sánchez y Jorge Alberto Manrique.  | Enrique Gómez Galván, Ruben Maya, Francisco Constantino Ramírez, Carlos F. Vargas Pons y Sigfrido Walter Aguilar. |
| 1991 | Graciela Kartofel, Oscar Rangel, Daisy Ascher, Begoña Zorilla y José Luis Cuevas.                  | César Martínez Silva, Aurora Noreña, Carlos F. Vargas Pons, Diego Toledo y Producto MS (Gerardo Basón, Claudio Contreras y Alejandro Rodríguez).                                                                                  |
| 1992 | Roger Von Gunten, Silvia Pandolfi, Gabriel Macotela, Juan Castañeda y José de Santiago.            | Luis Enrique Argüelles, René Contreras, Rafael Charco Portillo, Olivio González y Juan José Zamarrón, Gabriela López Portillo, Alejandro Pérez Cruz, Antonio Saiz, Patricia Soriano, Ma. Dolores Velarde M. e Ignacio Vera Ponce. |
| 1993 | Walter Boelsterly, Luis Rius Caso, Elva Garma, Nunik Sauret y José Zúñiga.                         | Taller Plástica de Azcapotzalco (Antonio Castro, Ángel Martínez y Uriel Parker). |
| 1994 | Carlos Aguirre, Carlos Blas Galindo, Yolanda Hernández, Miriam Kaiser y Emilio Payán.              | Rodrigo Ayala, Gustavo Bustos, Estrella Carmona, Angélica Carrasco y Arturo Rodríguez. |
| 1995 | Jordi Boló, Manuela Generali, Perla Krauze, Jesus Torres Kato y Roberto Velásquez.                 | Tania Aedo, Gustavo Artigas, Fernando de Alba, Sergio González, Leonel Hernández y Teresa Velásquez |
| 1996 | Agustín Arteaga, Arnaldo Coen, Juan Catañeda, Silvya Navarrete y Raquel Tibol.                     | Ma. del Carmen Arvizu, Victor Rodríguez, Angélica Carrasco, Marianna Dellekamp, Lorena Orozco y Alejandro Cabllero. |
| 1997 | Mónica Mayer, Javier Marín, Roberto Parodi, Moises Díaz y Renato González.                         | Mauricio Alejo Flores, Irma Ortega Pérez, Partricia Enriquez Bremer, Lorena Orozco Quiyono, Rodrigo Ayala Murúa y Tatiana Paracero.                                                                                               |
| 1998 | Gilberto Chen, Pablo Amor, Kyoto Ota, Patricia Alvarez y Elia Espinoza.                            | Emilio Said Charruf, Israel Esau de León Solórzano, Mauricio Alejo Flores, Jimena Piedra Miranda, Alejandro Pintado y Patricia Henríquez Bremer.                                                                                  |
| 1999 | Víctor Sandoval, Julieta Jiménez Cacho, María José Lavín, Yishai Jusidman y Mauricio Gómez Morfin. | Pilar Ramos Sánchez, Ariadna Gómez Martínez, Carlos Ranc e Iván Noel Villaseñor Castañeda |
| 2000 | Magali Lara, Luis Ruís Caso, Diego Toledo, Benjamín Manzo y Rafael Zepeda.                         | Hugo Pacheco Alberto, Demían Flores Cortés, Hector Falcón y Eugenia Díaz Zurita. |
| 2001 | Ana Elena Mallet, Hugo Kiehnle, Luis Argudín, José Fonseca y Sergio González.                      | Heriberto Quesnel, Angélica Sánchez y Sánchez, Rubén Gutiérrez Garza y Manuel de los Andeles Sosa. |
| 2002 | Víctor Lerma, Jeannette Betancourt, Gustavo Monroy, José González Veites y Martha Papadimitriou.   | Gabriel Jonatan Olvera León, Héctor Herrera Rodríguez, Eirck Wotto González y Bruno Pablo Bresani Teixeira. |
| 2003 | Mauricio Cervantes, Paul Nevin y Dylan Von Gunten.                                                 | Donovan Soriano Álvarez, María Campiglia Calveiro, Elda Ruth Hernández Rodríguez y Luis Alberto Álvarez Solís. |
| 2004 | Aurora Noreña, Carlos Aguirre y Carlos Ashida.                                                     | Graciela Fuentes, Ilya Ilevna Noe Sánchez, Oscar Fabián Cueto y Héctor Falcón. |
| 2005 | Lourdes Almeida, Arnaldo Coen y Pablo Rulfo.                                                       | Elivet Aguilar Campuzano, Lesli Kate González Ordóñez, Carlos Aurelio Hernández Marmolejo y José Ernesto Córtés Reyes. |
| 2006 | Pilar Bordes, Rene Freire y Tiburcio Ortiz.                                                        | Alvaro Eduardo Zunini Albano, Fernando Montiel Klint, Agustín, el Guty, González Garcia y Odín Barrios Rivera. |
| 2007 | Patricia Sloane, Arnaldo Cohen y José Luis Barrios.                                                | Jesús Contreras Chávez, Claudia Verónica Garza González, Pablo Ramón López Luz y Nuria Montiel Pérez Grovas. |
| 2008 | José Miguel González Casanova, Luis Alberto Orozco Gallardo y Yutsil Cruz Hernández.               | Omero Leyva Flores, Alejandro Emmanuel Gómez Arias, Raúl Calderón Gordillo y Edgar Durán Guadarrama. |
| 2009 | Juan Carlos Jaurena Ross, Alfredo Matus y Anuar Atala.                                             | Rafael Mauricio Rodríguez, Yollotl Manuel Gómez Alvarado, Tania Jimena Ruiz Santos y Dan Montellano Herrera. |
| 2010 | Juan Castañeda Ramírez, Carlos Blas Galindo y Eloy Tarsicio López Cortés.                          | Alejandro Palomino Ortiz, José Fernández Levy, Armando Ramsés Ruiz Romero y Luis Antonio Ramírez Pedraza. |
| 2011 | Miguel Ángel Alamilla, Patrick Charpenel y Elva Garma.                                             | José Manuel Azuela Quiñones, Manuel García Díaz, Humberto Ríos Rodríguez y Ángel Gabriel Góngora Canul. |
| 2012 | Mireya Escalante, Tania Aedo y Taka Fernández.                                                     | César Córdova Tapia, Colectivo Salvia (Sandra Lizbeth González Parra, Mario Vargas Romero, Porfirio Aceves Palacio y Edna Naela Avalos Velázquez).                                                                                |
| 2013 | Lourdes Almeida, Mónica Ashida y Jaime Lara.                                                       | Carolina Macías Stuber Malagamba, Lucía Vidales Lojero, Omar Soto Martínez y Luis Roberto García Ortega. |
| 2014 | Sergio Ricaño, Eugenio Echeverría y Carlos Castañeda.                                              | Yael Esteban Martínez Velázquez, Jesús Orlando Martínez Velázquez, Allan David Hernández Villavicencio, Eduardo Ortíz Jiménez, Pablo Querea Gutiérrez.                                                                            |
| 2015 | | Manuel Alberto Solís Mendoza, Yoallith Moreno Martínez, Pavel Mora Delgado y Leonardo Barrera Macías. |
| 2016 | | José Luis Campos García, Alondra Alonso Álvarez, Edgar Alosno Terán de Luna y Luis Fernando García B. |
| 2017 | | José Emilio González Villanueva, José Ramón Blanco Durán, Julio Alarcón y Paulo Estefan Romero Jiménez. |
| 2018 | | Ángela Leyva Gómez, Adrián Regnier Chávez, Hiram Constantino Huerta Flores y Enrique Guadarrama Solís. |
| 2019 | | |
| 2020 | | |
| 2021 | | |

## Colección
Al ser un premio por adquisisción se ha generado una colección a raíz del encuentro, al día del 10 de noviembre del 2021, cuenta con un acervo de 134 piezas que conforman el Concurso Nacional para Estudiantes de Artes Plásticas y 217 que conforman el Encuentro Nacional de Arte Joven. Este acervo se conserva en el Museo de Arte Contemporáneo No. 8.